# Santpoort-Noord
Santpoort-Noord is een woonplaats in de gemeente Velsen, in de Nederlandse provincie Noord-Holland. Samen met Santpoort-Zuid vormt het Santpoort.

## Geschiedenis
Oorspronkelijk heette Santpoort-Noord Santpoort. Santpoort had toen nog geen eigen station en station Santpoort lag bij de buurtschap Jan Gijzenvaart. De buurtschap werd dan ook wel Santpoort-Station genoemd. Eind jaren 1960 wordt Jan Gijzenvaart Santpoort-Zuid genoemd en Santpoort Santpoort-Noord. Santpoort-Noord had toen inmiddels een eigen station.

## Verkeer en vervoer
In Santpoort-Noord ligt het station Santpoort Noord aan de spoorlijn Haarlem - Uitgeest.
Hoofdplaats: IJmuiden     
Wijken in IJmuiden: IJmuiden-Noord · IJmuiden-Zuid · IJmuiden-West · Zee- en Duinwijk

Dorpen: Driehuis · Santpoort (Noord en Zuid) · Velsen-Noord · Velsen-Zuid · Velserbroek
    
Buurtschap: Hofgeest

Noord-Holland: Steden en dorpen in Noord-Holland      Nederland: Provincies · Gemeenten